# Jag dräpte
Jag dräpte är en svensk dramafilm från 1943 i regi av Olof Molander. Filmen bygger på den norska filmen Jeg drepte! från 1942, vilken i sin tur bygger på Victor Borgs pjäs Jeg drepte!

## Handling
En läkare opererar en man; under narkosen avslöjar mannen att han har ett förhållande med läkarens fru. Efter operationen tillstöter komplikationer, mannen dör och läkaren är övertygad om att det är han som har dödat honom. För att få honom att bli av med tvångstankarna beslutar sjukhuset att han ska utföra en likadan operation och lyckas med den. Eftersom man inte vågar riskera någon av de vanliga patienterna, ställer läkarens fru upp utan att han får veta vem han opererar.

## Om filmen
Filmen spelades in mellan den 25 maj och den 16 juli 1943 i AB Sandrew-Ateljéerna. Exteriörbilderna är tagna i Stockholm. Filmen, som är tillåten från 15 år, hade premiär den 27 oktober 1943 och har även visats på SVT, senast i november 2017.

## Rollista
- Anders Henrikson – Hans Greger, professor i kirurgi
- Arnold Sjöstrand – Richard Cornell, kirurg
- Irma Christenson – Liv Cornell, Richards hustru
- Tollie Zellman – fru Lily Smith, patient
- Marianne Löfgren – fru Berg, patient
- Hilda Borgström – fröken Ruth Miller, patient
- Gunnar Sjöberg – Martin, kirurg
- Alf Kjellin – Harris, narkosläkare
- Tore Lindwall – Paul Rogers
- Gunnar Björnstrand – Lindén, läkare
- Hugo Björne – Livs far
- Gabriel Alw – doktor Zander, psykiater
- Siri Olson – syster Berit
- Mai Zetterling – fröken Peters, patient
- Aurore Palmgren – översköterskan
- Anna Lindahl – fru Tomsen
- Kolbjörn Knudsen – Allen, kriminalkommissarien
- Lennart Holmqvist – läkarkandidat
- Nils Dahlgren – Adams, Cornells butler
- John Botvid – John Smith, Lily Smiths man

### Ej krediterade (urval)
- Margareta Bergman – journalsköterska
- Margareta Fahlén – syster Vera, narkossköterska
- Göran Bernhard – Frits, fru Tomsens son
- Millan Olsson – patient i sjuksalen
- Keth Hårleman – syster Keth, sköterskan som övervakar Paul Rogers
- Marianne Gyllenhammar – operationssköterska
- Solveig Lagström – operationssköterska
- Ragnvi Lindbladh – operationssköterska
- Aina Wennerstam – operationssköterska
- Gunnel Wadner – telefonist på sjukhuset
- Mimi Nelson – sköterskan utanför fönstret till operationssalen

### Bortklippta i den slutliga filmen (urval)
- Margaretha Bergström – fröken Berger
- Carl Winsberg – herr Brown

## Musik i filmen
- I Was in Love, musik Folke Eriksberg, instrumental
- Tambourin, musik Jules Sylvain, instrumental